# Міноносці типу 1924
Міноносці типу 1924 (також відомий як (нім. Raubtier-Klasse) (тип «М'ясоїдні») — був групою з шести міносців, побудованих для Рейхсмаріне протягом 1920-х років.

## Конструкція
У порівнянні з попереднім проєктом дещо зросли розміри кораблів та запроваджені окремі вдосконалення, пов'язані з досвідом експлуатації. Міноносці не так заливало водою при русі, як попередника, втім значна вітрильність  "робила майже унеможливлювала збереження курсу при вітрі на низькій швидкості". Конструкцію також криткували за занадто потужне торпедне озброєння для тих завдань, які кораблі реально виконували під час Другої світової. Конструкцію також криткували за занадто потужне торпедне озброєння для тих завдань, які кораблі реально виконували під час Другої світової.

## Історія служби
Як частина перейменованого Крігсмаріне, міноносці регулярно залучалися до патрулювання невтручання під час громадянської війни в Іспанії наприкінці 1930-х років. Один затонув під час випадкового зіткнення незадовго до початку Другої світової війни у вересні 1939 року, а інші супроводжували кораблі та перевіряли нейтральні судна впродовж кількох перших місяців війни. Вони зіграли незначну роль у Норвезькій кампанії у квітні 1940 року та після її завершення відновили виконання функцій ескорту. Після переведення до Франції наприкінці року міноносці типу 1924 почали закладати власні мінні поля в Ла-Манші.
Після переобладнання на початку 1941 року міноносці  були направлені до Скаггераку, де виконували функції кораблів ескорту. До початку 1942 року уціліли лише два, і їх переправили назад до Франції для участі в операції «Цербер». Передостанній міноносець «Ілтіс» було втрачено через кілька місяців, коли він намагався супроводжувати торгового рейдера через Ла-Манш у травні. Останній уцілілий міноносець, «Ягуар», провів наступні кілька років, закладаючи мінні поля, супроводжуючи проривачів блокади і підводні човни через Біскайську затоку, а також конвої у норвезьких водах. Незабаром після вторгнення союзників до Нормандії в червні 1944 року він був потоплений британськими бомбардувальниками.